# Ritzema Boshuis
Het Ritzema Boshuis was het voormalige Laboratorium voor Tropische Landbouwplantenteelt / Laboratory of Tropical Aggriculture van de Landbouwhogeschool Wageningen. Het gebouw heeft een belangrijke rol gespeeld in de Tweede Wereldoorlog.

## Ontwerp en bouw
De plannen voor het gebouw dateren van 1937 en het was voltooid in 1939. De architect was Gustav Cornelis Bremer. De bouwstijl was Delftse School. De kosten waren geraamd op ruim ƒ 160.000., Het gebouw had een souterrain, waarin de hoofdingang, drie verdiepingen en er was een vaste trap naar een vliering. De onderste bouwlaag (souterrain) was aan beide zijgevels verlengd. In de achtergevel bevond zich een bouwelement waarin de trap was geplaatst. Het ontwerp leek qua stijl op andere laboratoria uit dezelfde periode in Wageningen, maar had geen risaliet in de voorgevel. In de jaren zestig werden twee grote dakkapellen geplaatst aan de achterzijde (zuidgevel).
Het was gelegen aan de Ritzema Bosweg 32 in Wageningen in De Dreijen, de oude campus van Wageningen University. Het was het onderkomen van Tropische Plantenteelt en was in gebruik als laboratorium en als onderwijsgebouw. Op het terrein achter het gebouw lagen verschillende grote Kassen. De naam verwijst naar de botanicus Jan Ritzema Bos.

## Tweede Wereldoorlog
In de Tweede Wereldoorlog heeft het gebouw dienst gedaan als schuilkelder en in oktober 1944 als noodhospitaal. Tijdens de luchtlandingen van september 1944 kreeg het Wageningse ziekenhuis veel militaire slachtoffers te verwerken. De ruimte in het ziekenhuis was te klein. In de nacht van 26 september 1944 werd een deel van de patiënten overgebracht naar de kelders van het Boshuis.
Op 1 oktober werden deze patiënten naar Veenendaal en Utrecht gebracht.
In 1940 was het Ritzema Boshuis het hoogste huis in Wageningen. Dit was de Duitsers vanuit hun stafkaarten bekend. Daarom werd een waarnemer, die de artilleriebeschieting van de Nederlandse stellingen op de Grebbeberg moest leiden, met zijn kijker op een steiger achter het rozetraam op de bovenste verdieping geplaatst. Het Nederlandse leger wist daar niets van en vermoedde dat de beschietingen werden geleid vanuit de toren van de Sint-Johannes de Doperkerk in de Bergstraat.
Generaal Charles Foulkes bezocht het Boshuis op 16 april 1953.

## Verhuizing Wageningen Campus en sloop
In de jaren 90 was het Ritzema Boshuis onder andere het kantoor voor de studiecoördinator van de opleiding biologie van de Wageningen Universiteit. De zittende 'Stuco' in deze periode had  toevalligerwijs ook de naam 'Bos', maar was geen familie van de oud-hoogleraar. Ook de studievereniging voor biologiestudenten 'Biologica' had in het gebouw een kamer. Aan het begin van de jaren 2000-2009 pakten zich donkere wolken samen boven de WUR gebouwen op De Dreijen. Vanaf 2000 werden plannen ontwikkeld voor een nieuwe Wageningen Campus aan de Noordzijde van de stad langs de Mansholtlaan. Het Boshuis was in gebruik bij Wageningen UR tot 2005. Ook de studievereniging Biologica had er haar onderkomen. In 2005 waren er plannen om het gebouw in gebruik te nemen als politiebureau maar dat plan werd later weer ingetrokken., In 2006 werd het pand in gebruik genomen door het kunstenaarscollectief De Muiterij. Wageningen UR wilde allereerst drie gebouwen op De Dreijen afstoten en slopen: De Dreijenborch uit 1961, Het Botanisch Centrum uit 1934 (eveneens van architect G.C. Bremer) en het Ritzema Boshuis. Geen van deze gebouwen had een monumentale status en sloopvergunningen werden  aangevraagd. Ondanks protesten bij de fractie van D66 zag de toenmalige GroenLinks wethouder geen aanleiding om het Boshuis direct als gemeentelijk monument aan te wijzen. De sloopvergunning werd verleend in 2007. Het kunstenaarscollectief had met metershoge letters de tekst BOSHUIS BEDREIGD achter de ramen van de voorgevel geplakt. Volgens projectmanager Eric van der Meer was er een wonder nodig om sloop nog te voorkomen, want het werd veel te duur om het Boshuis en de Dreijenborch te laten staan. De kunstenaars moesten het pand per 1 september 2008 verlaten.,. In januari 2009 waren er nog onderhandelingen tussen WUR en gemeente Wageningen over een totaalplan voor de hele Dreijen, en sloop werd uitgesteld.,. De intentieovereenkomst werd uiteindelijk gesloten op 1 april 2009. De panden van het Botanisch Centrum, waarvan de sloop in juli gepland was, ontkwamen op het laatste moment aan sloop. In april 2009 werd begonnen met de sloop van het ernaast gelegen Dreijenborch complex. Op 23 juni 2009 werd begonnen met de sloop van het Boshuis. Al snel werd de sloop stilgelegd vanwege de aanwezigheid van vleermuizen en gierzwaluwen. Op 30 juni brak er een brand uit. De sloop werd in juli voltooid. In 2023 is het kenmerkende hek rond het terrein, dat ook de buitengrens vormde van de historische Dreijen-campus nog aanwezig, maar plannen voor herontwikkeling van de plek zijn inmiddels bekend.

## Fotogalerij

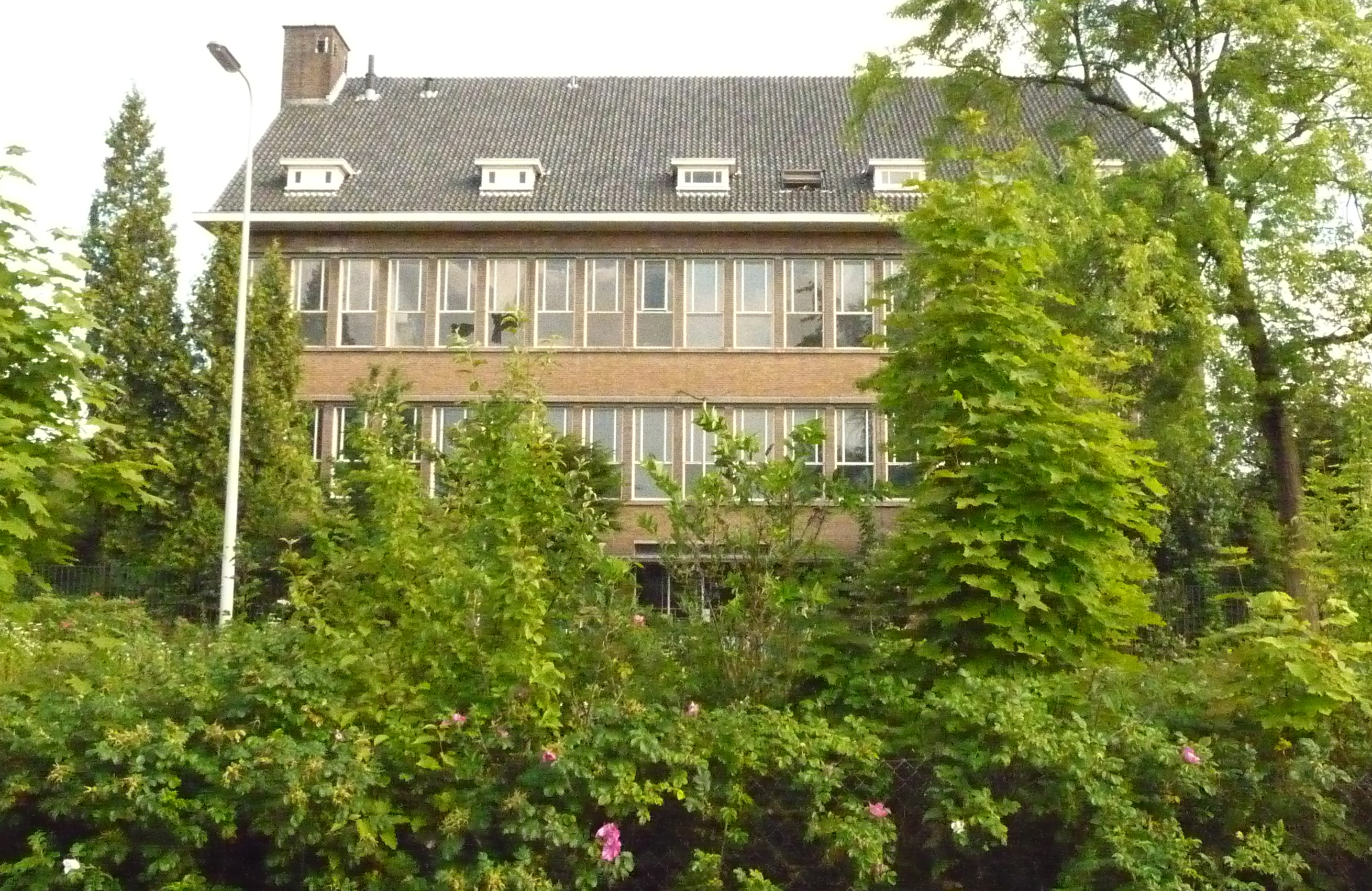
vooraanzicht, juni 2009
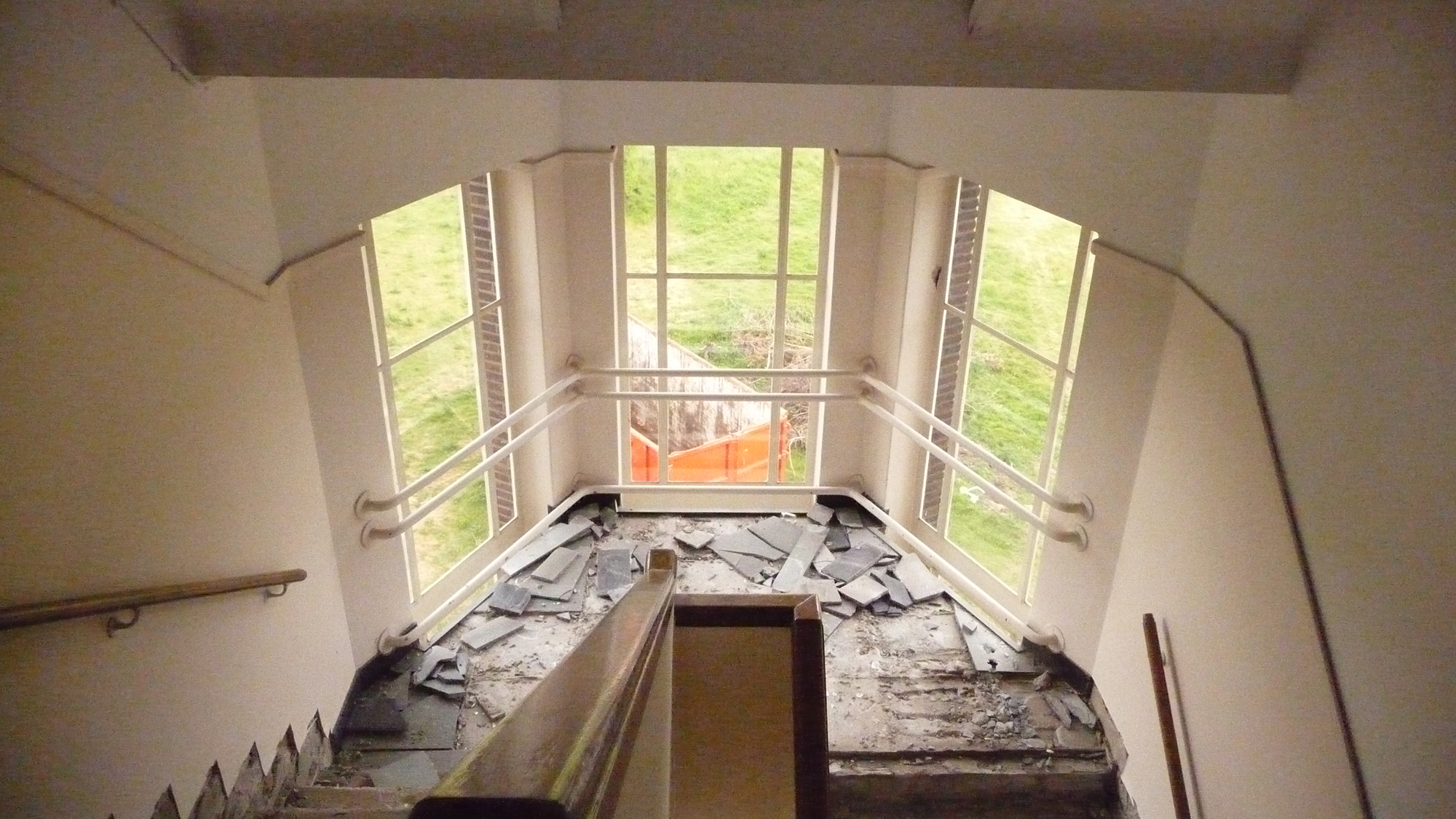
Het trappenhuis in juni 2009
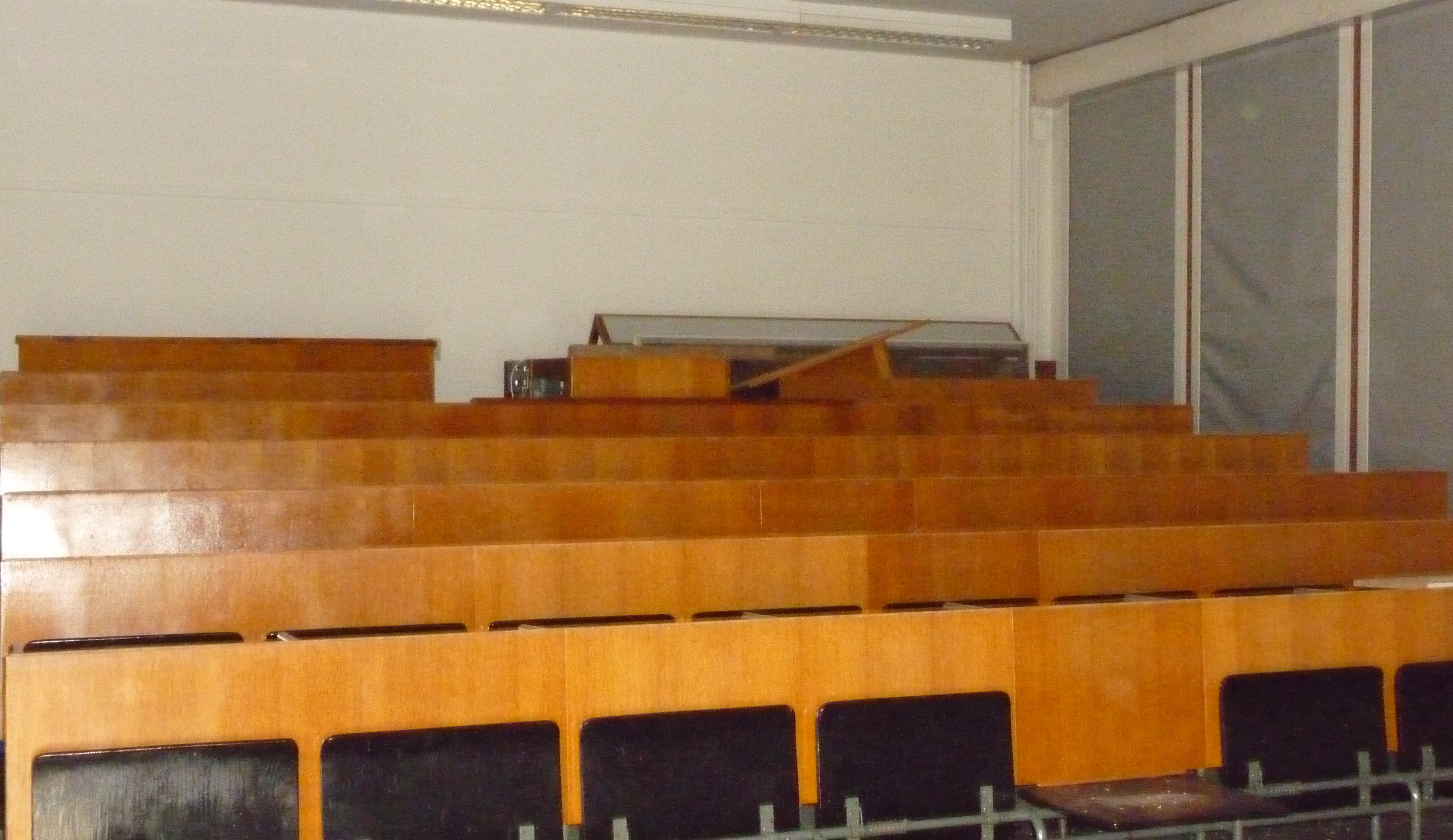
Collegezaal op de 2de verdieping, juni 2009
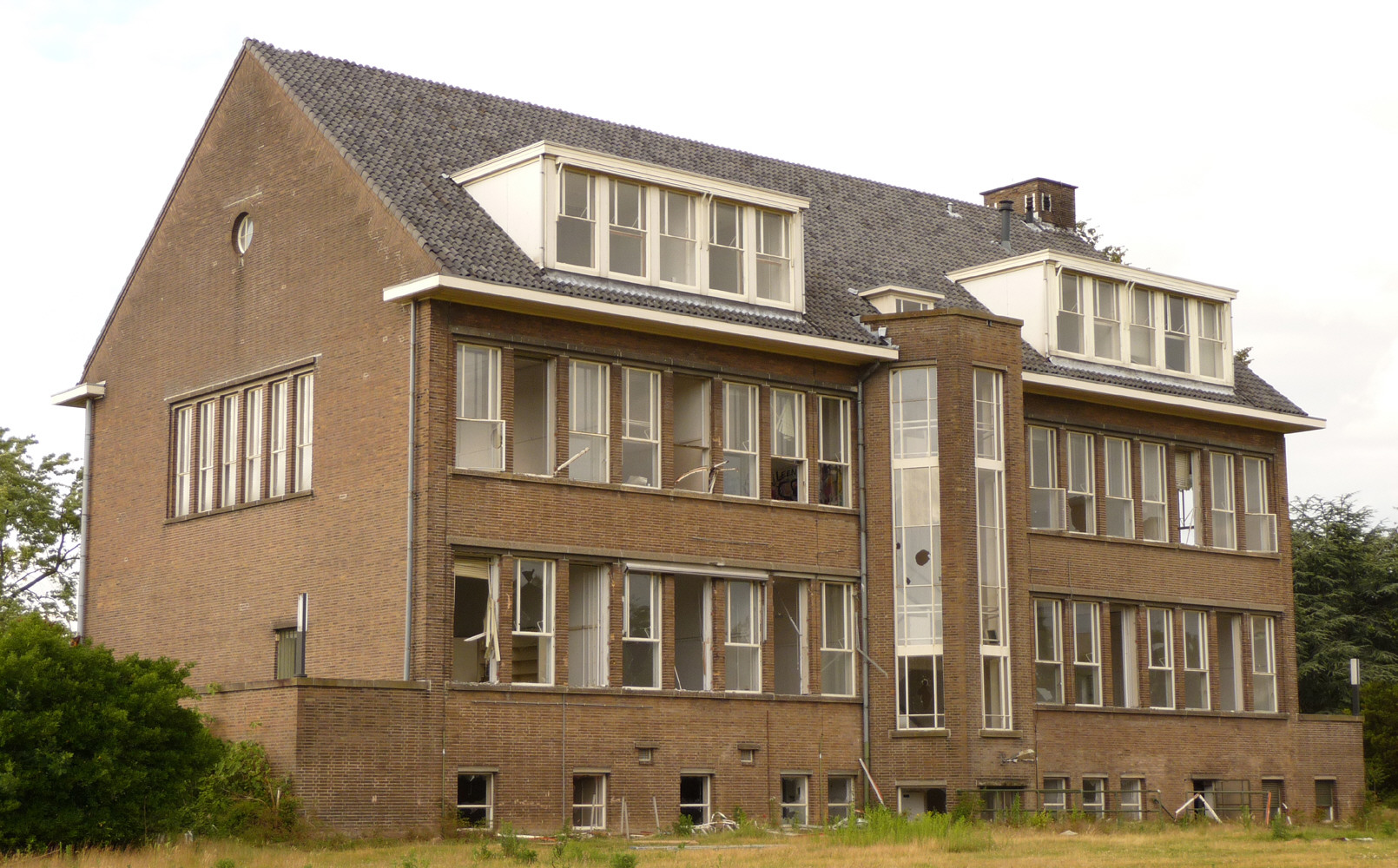
Achterzijde, juni 2009
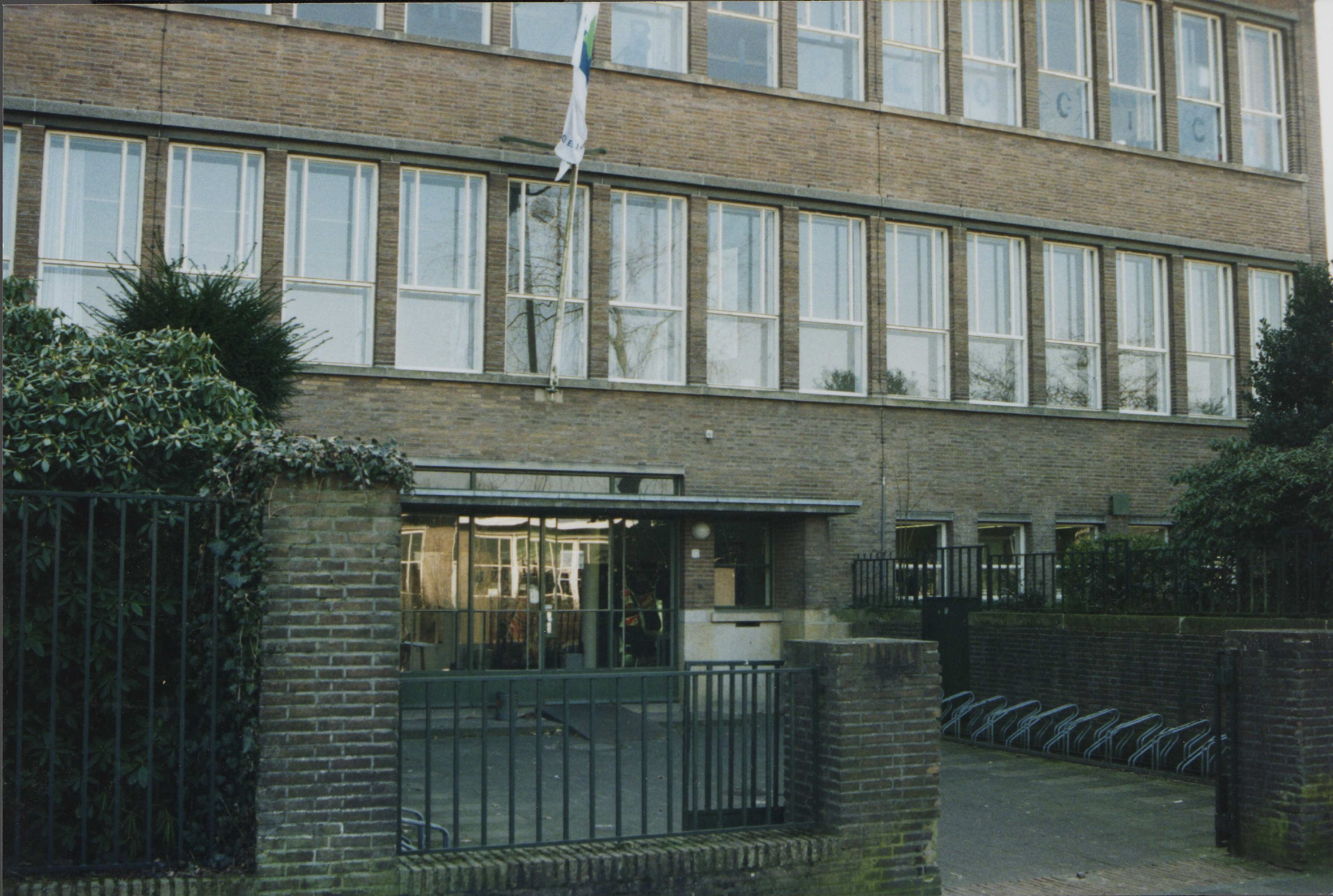
De hoofdingang in 2003
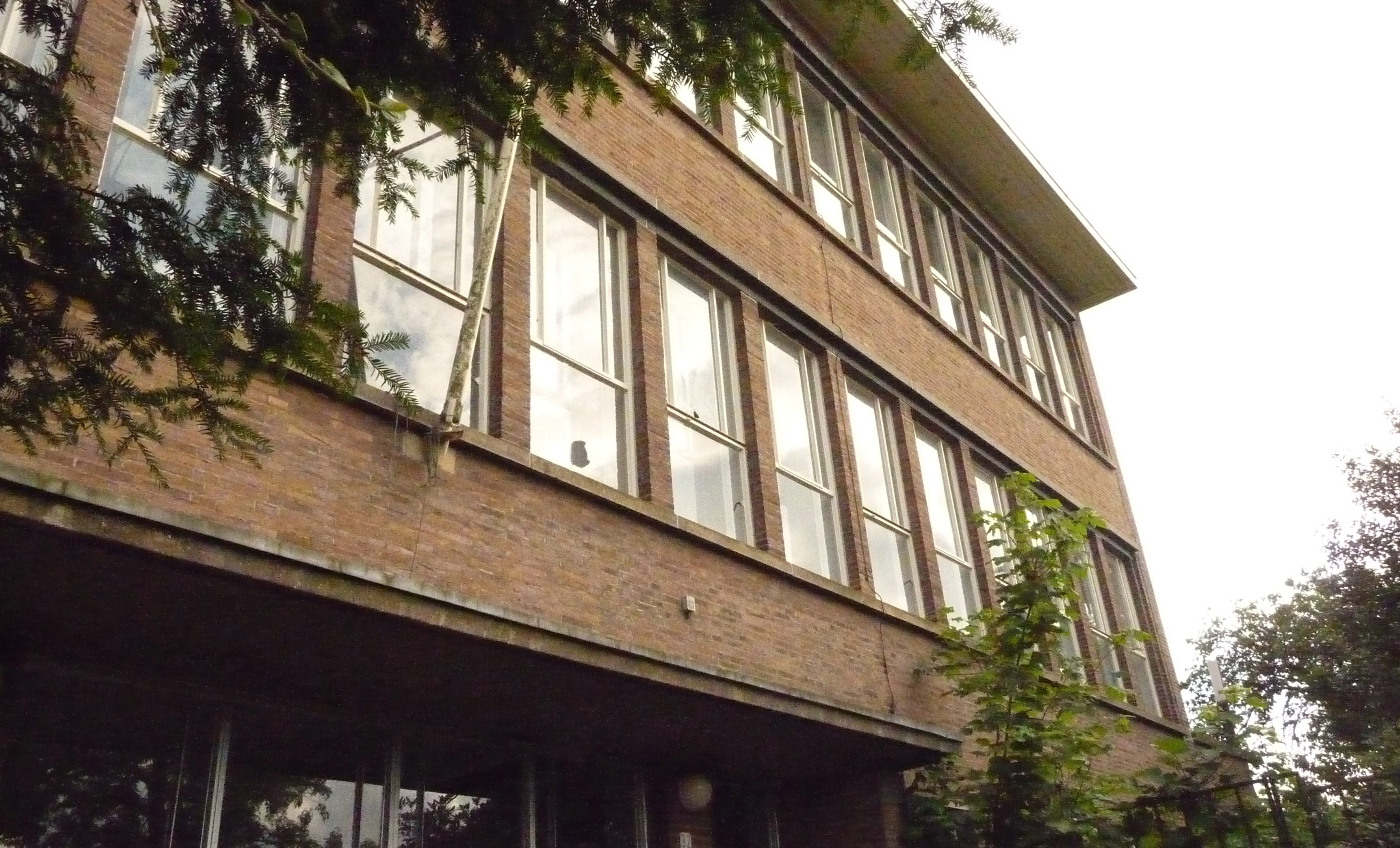
voorgevel
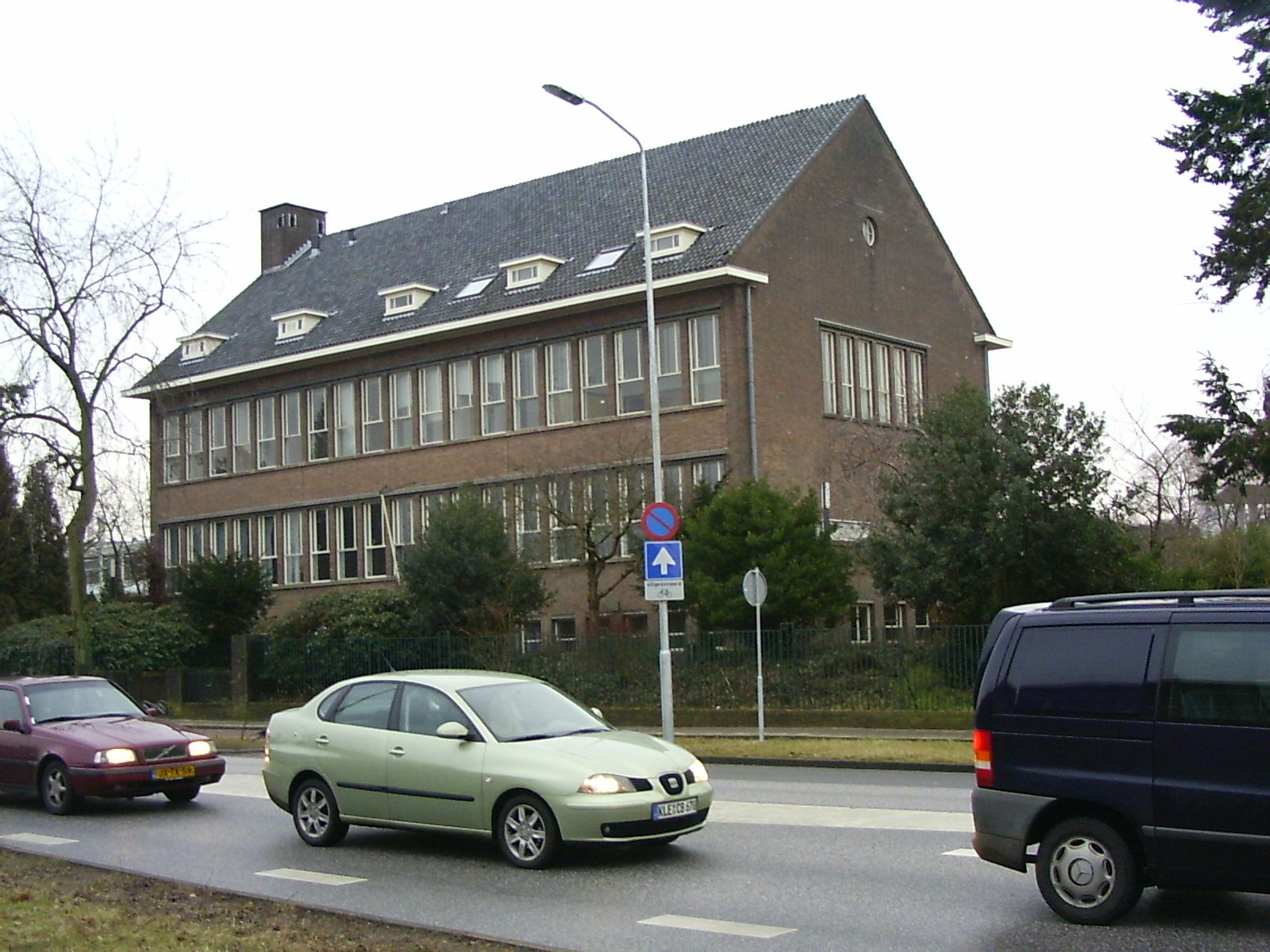
2007
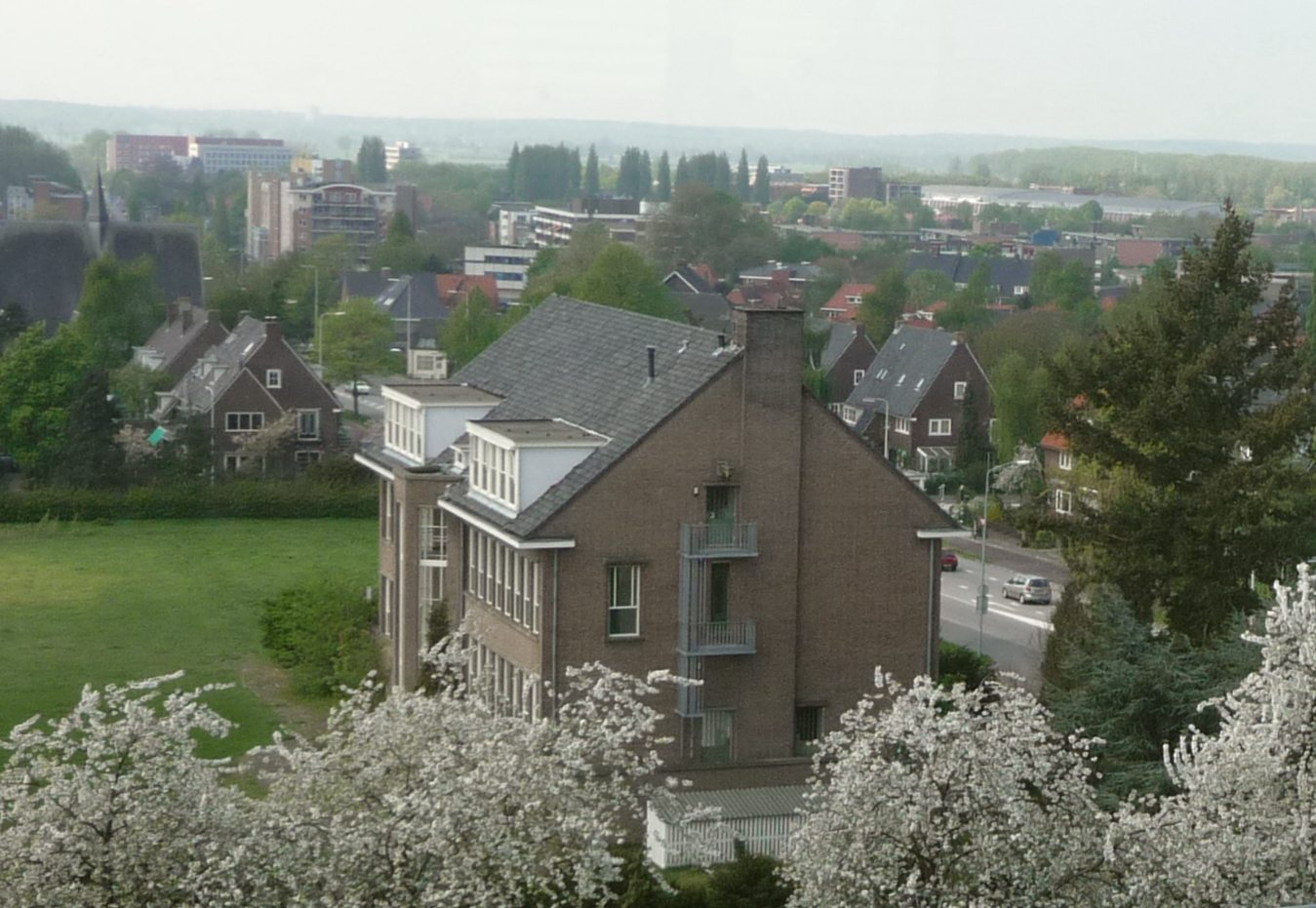
april 2009